# سرخس شبه سويقي
سرخس شبه سويقي (الاسم العلمي: Polypodium subpetiolatum) هو نوع نباتي يتبع جنس السرخس من فصيلة السرخسية.